# NGC 5644
إن جي سي 5644 (بالألمانية: NGC 5644) التي يرمز لها بالرمز NGC 5644، هي مجرة، في كوكبة العواء.

## الاكتشاف
اكتشفت في 11 يونيو 1880، بواسطة إدوارد ستيفان.